# 广州体育
广州地区体育运动源远流长，是中国较早发展近代体育的地方。根据文献资料记载，中国民间传统体育中的武术、划龙舟、舞狮、游泳、舞龙、踢毽、信鸽、秋千、放风筝、抢花炮、抽陀螺、跳绳、登高等项目在古代广州相当流行。端午节赛龙舟的活动在南汉的史籍中确有记载。目前羽毛球运动成绩位于中国大陸前列。

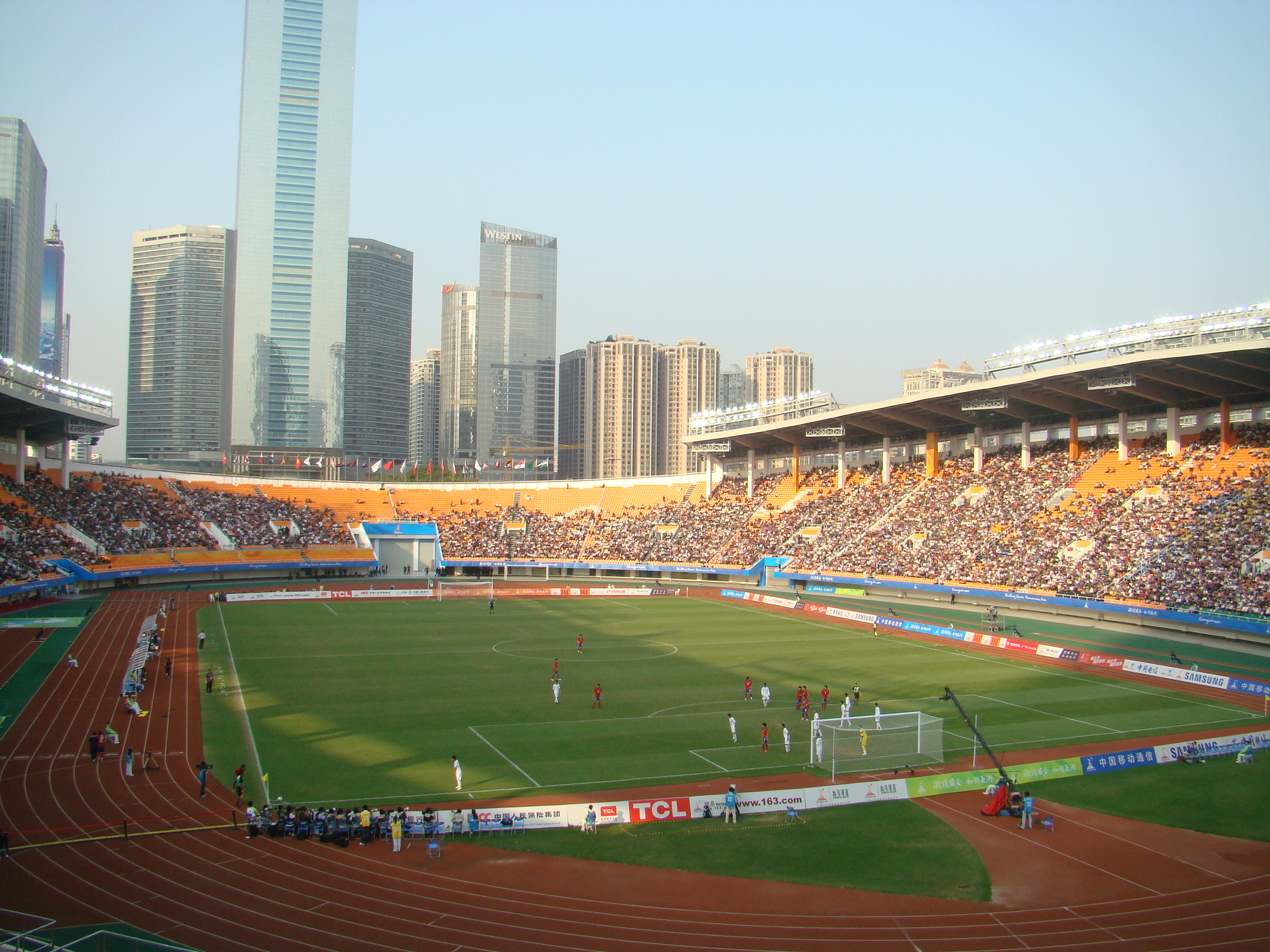
天河体育中心体育场

## 体育场馆
- 天河体育中心
- 广东奥林匹克体育中心
- 广州体育馆
- 二沙头体育训练中心
- 黄村体育训练基地
- 广东省体育学校培训基地
- 广东省人民体育场
- 芳村体育中心
- 黄埔体育场
- 英东体育场
- 黄村体育场
- 越秀山体育场
- 广州大学城体育中心
- 廣州市工人體育場
- 燕子岗体育场
- 沙面网球场
- 珠江游泳场
- 越秀游泳场
- 海角红楼游泳场
- 沙面泳场
- 广州市航海俱乐部
- 大灣區文化體育中心
- 广州足球公园
- 花都體育中心
- 增城体育场
- 宝岗体育场
- 越秀區東山體育場
- 洪德球场
- 荔湾体育馆
- 从化体育活动中心

## 运动会
- 1987年：中华人民共和国第六届全国运动会
- 1991年：第一届女子世界杯足球赛
- 2001年：中华人民共和国第九届全国运动会
- 2007年：中华人民共和国第八届全国少数民族传统体育运动会
- 2010年：第十六届亚洲（夏季）运动会、第一屆亞洲殘疾人運動會

## 体育竞赛
- 中国羽毛球公开赛
- 广州国际女子网球公开赛
- 五羊杯全国象棋冠军赛
- 2006年世界摔跤锦标赛
- 第49届世界乒乓球锦标赛团体赛

## 群众体育
- 横渡珠江活动

## 运动团体

### 足球
- 中甲球队：广东广州豹
- 中乙球队：广东铭途、广州蒲公英

已退出职业联赛：广州队、广东宏远、广州松日、广州城、广州白云山、广东雄鹰、广东日之泉、富力R&F、广州女足

### 篮球
- CBA球队： 广州龙狮

### 棒球
- CBL球队： 广东猎豹队

### 羽毛球
- 中国羽毛球俱乐部超级联赛球队： 广州粤羽俱乐部

### 电子竞技
- 守望先锋联赛战队： 广州冲锋
- 王者荣耀职业联赛战队：广州TTG